# 大教堂桥

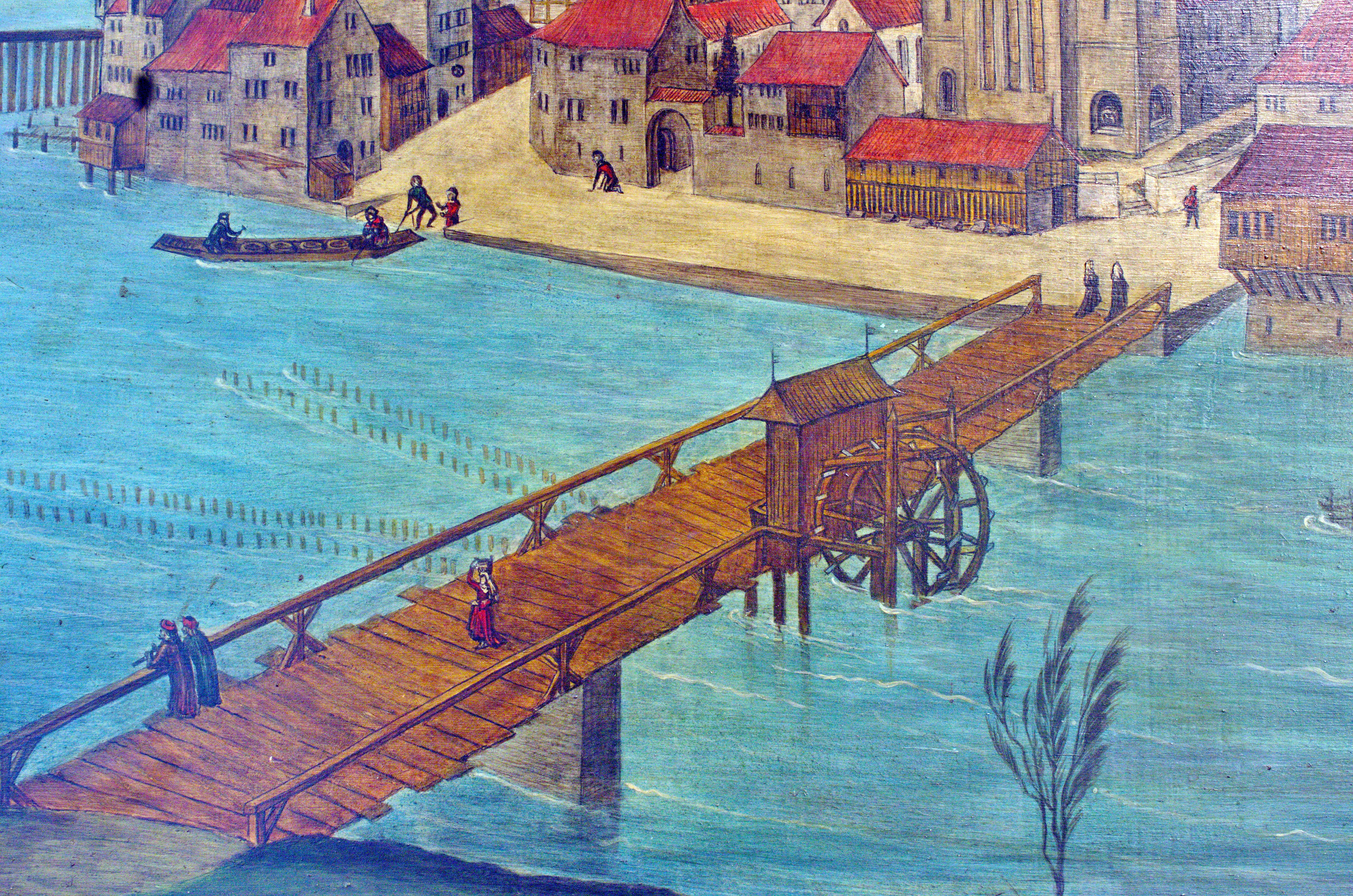
中世纪木桥

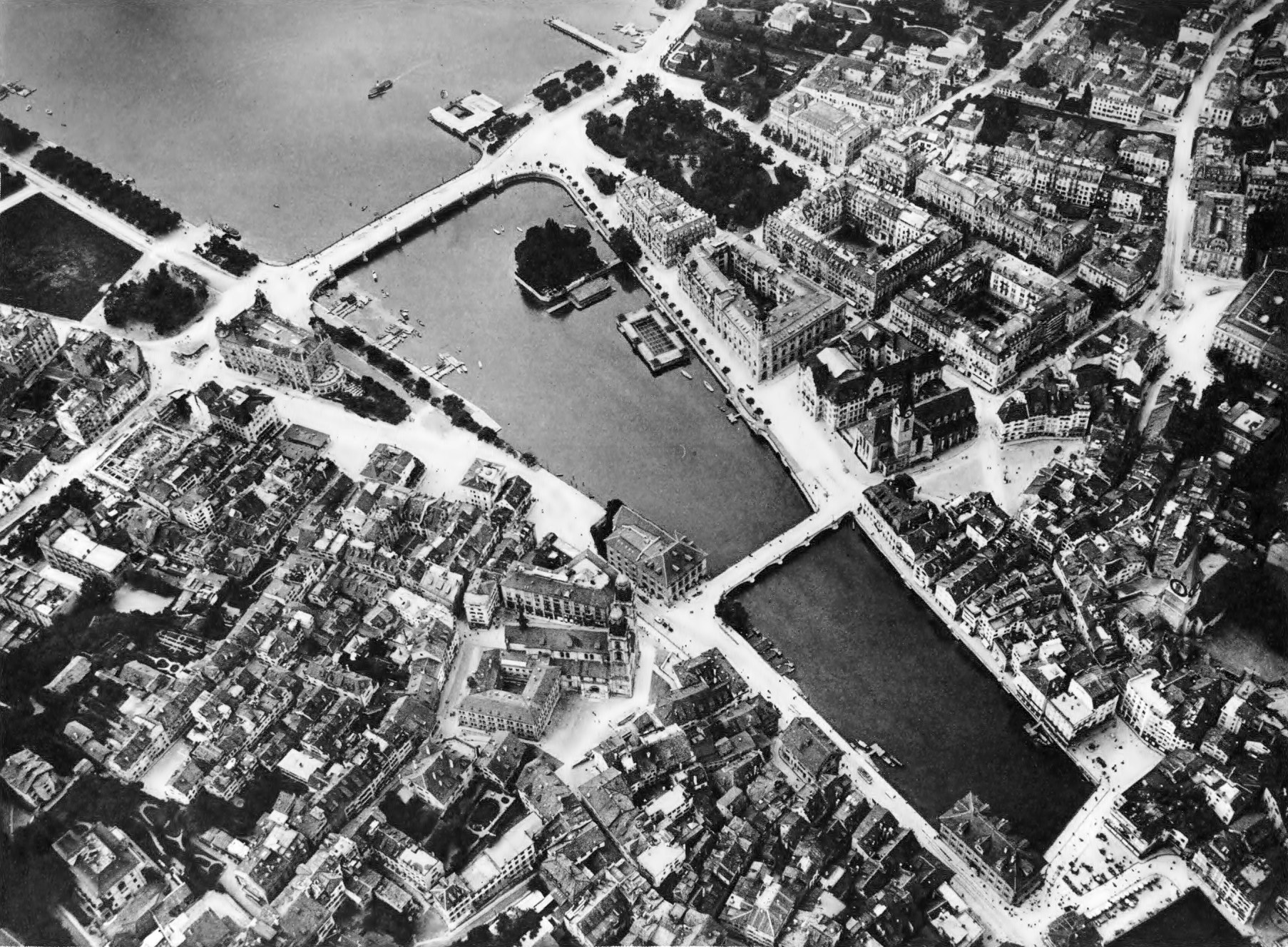
19世纪的利马特河滨河路、库埃桥、大教堂桥和市政厅桥

大教堂桥（德語：Münsterbrücke）是瑞士苏黎世利马特河上的一座重要桥梁，位于苏黎世中世纪老城历史核心区，已被列入瑞士国家和区域重要文化财产名录。该桥得名于桥两侧的两座大教堂：苏黎世圣母大教堂和苏黎世大教堂。

## 交通
此桥是苏黎世步行区的一部分，只允许公共交通，包括2路、4路和15路电车，以及利马特河游船。私人交通受到严格限制。

## 历史
此处最早的桥梁建于罗马时期，原为木桥，称为“上桥”（Obere Brücke）。1836-1838年建成今天的桥梁。